# Monika Henzinger

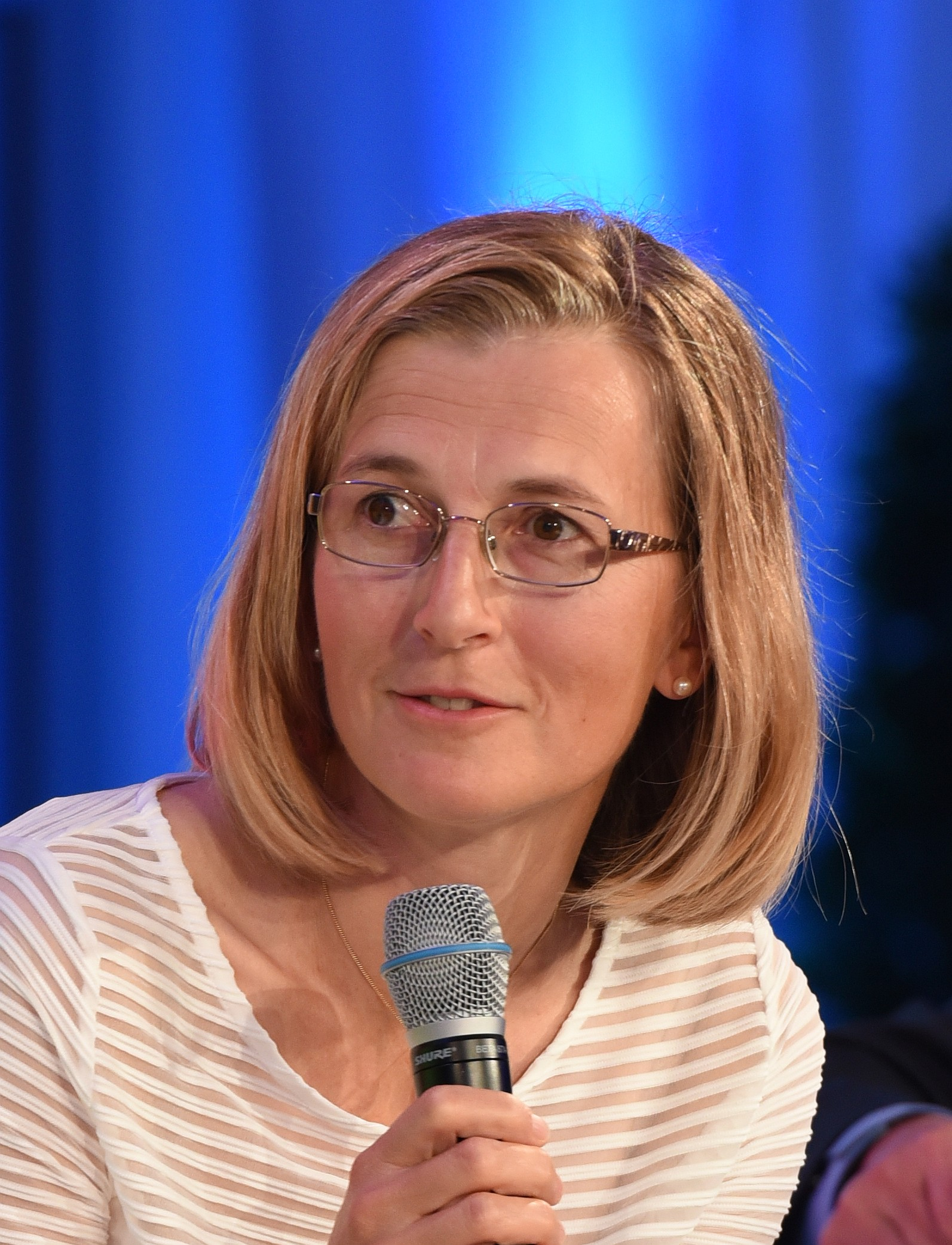
Monika Henzinger (2018)

Monika Henzinger (* 17. April 1966 als Monika Rauch in Weiden in der Oberpfalz) ist eine deutsche Informatikerin. Nach Professuren an der EPFL (2005–2009) und der Universität Wien (2009–2023), ist sie Fakultätsmitglied und Vizepräsidentin für Technologietransfer am Institute of Science and Technology Austria (ISTA). Ihre Forschungsgruppe beschäftigt sich vor allem mit Algorithmik mit Schwerpunkt Information Retrieval, Suchtechnologie und Web-Data-Mining. Henzinger war Mitglied des Österreichischen Wissenschaftsrates und des Schweizerischen Wissenschaftsrats (2020–2022).

## Leben
Nach dem Abitur am Elly-Heuss-Gymnasium Weiden wechselte sie zum Informatikstudium an die Universität Erlangen und später an die Universität des Saarlandes in Saarbrücken. Für ihre Leistungen wurde sie von der Studienstiftung des deutschen Volkes gefördert. Henziger wurde 1993 bei Robert Tarjan an der Princeton University zum Thema Fully Dynamic Graph Algorithms and Their Data Structures (dt. Voll dynamische Graphenalgorithmen und ihre Datenstrukturen) promoviert. Anschließend war sie an der Cornell University als Assistenzprofessorin tätig. 1999 wurde Monika Henzinger Mitarbeiterin der Forschungsabteilung von Google in Kalifornien, ab 2001 war sie deren Direktorin. Im März 2005 wechselte sie in die Schweiz an die Eidgenössische Technische Hochschule Lausanne. Zum Wintersemester 2009/10 wechselte Monika Henzinger an die Universität Wien. Sie war bis 2015 Mitglied des Hochschulrats der Technischen Universität München. Im August 2018 wurde sie für eine dreijährige Funktionsperiode von 2019 bis 2021 zum Mitglied des Österreichischen Wissenschaftsrates bestellt. Im Jahr 2020 wurde sie Mitglied des Schweizerischen Wissenschaftsrates (SWR).
Im Jahre 2023 wechselte Henzinger von der Universität Wien an das Institute of Science and Technology Austria (ISTA), in Klosterneuburg nahe Wien, wo sie eine Forschungsgruppe zu Algorithmik leitet. Im April 2024 trat sie die Rolle als Vizepräsidentin für Technologietransfer an und ist damit auch für das institutseigene Innovations-Ökosystem xista innovations verantwortlich. Seit Juni 2024 ist Henzinger Aufsichtsratsmitglied der UNIQA Insurance Group, um Impulse in den Bereichen Digitalisierung, Datenanalyse und Künstliche Intelligenz zu setzen.
Monika Henzinger ist mit Informatiker Thomas Henzinger verheiratet und hat drei Kinder.

## Auszeichnungen und Ehrungen
- 2001: Top 25 Women on the Web Award[3]
- 2004: European Young Investigator Award[3]
- 2009: Olga Taussky Pauli Fellowship[3]
- 2010: Mitglied der Jungen Kurie der Österreichischen Akademie der Wissenschaften[11]
- 2013: ERC Advanced Grant des Europäischen Forschungsrats[11]
- 2013: Mitglied der Academia Europaea
- 2013: Ehrendoktorwürde der Technischen Universität Dortmund[12]
- 2014: Korrespondierendes Mitglied im Inland der mathematisch-naturwissenschaftlichen Klasse der Österreichischen Akademie der Wissenschaften, wirkliches Mitglied seit 2017
- 2014: Mitglied der Leopoldina[13]
- 2016: Fellow der Association for Computing Machinery
- 2018: Preis der Stadt Wien für Naturwissenschaften
- 2019: Carus-Medaille der Leopoldina
- 2021: Wittgenstein-Preis[14]

## Veröffentlichungen
- On near-uniform URL sampling, mit Heydon Allan, Mitzenmacher Michael, Najork Marc in Computer Networks 1/33, S. 295–308
- Computing Vertex Connectivity: New Bounds from Old Techniques, mit Rao Satish, Gabow Hal N. in J Algorithms 2/34, 2000, S. 222–250
- Hyperlink analysis for the Web, in Internet Computing, IEEE 1/5, 2001, S. 45–50
- Maintaining minimum spanning forests in dynamic graphs, mit King Valerie in SIAM J Comput. 2/31, 2001, S. 364–374
- Challenges in web search engines, mit Motwani Rajeev, Silverstein Craig in SIGIR Forum 2/36, 2002, S. 11–22
- Scheduling data transfers in a network and the set scheduling problem mit Goe Ashish, Plotkin Serge, Tardos Eva in J Algorithms 2/48, 2002, S. 314–332
- Scheduling multicasts on unit-capacity trees and meshes mit Leonardi Stefano in J. Comput. Syst. Sci. 3/66, 2003, S. 567–661
- An online throughput-competitive algorithm for multicast routing and admission control mit Goel Ashish, Plotkin Serge in J Algorithms 1/55, 2005, S. 1–20
- Query-Free News Search mit Chang, Bay-Wei, Milch Brian, Brin Sergey in World Wide Web 2/8, 2005, S. 101–126
- Search Technologies for the Internet in Science 5837/317, 2007, S. 468–471